# 卡斯泰拉佐诺瓦雷塞
卡斯泰拉佐诺瓦雷塞（義大利語：Castellazzo Novarese），是意大利诺瓦拉省的一个市镇。总面积10平方公里，人口317人，人口密度31.7人/平方公里（2009年）。ISTAT代码为003042。